# Södermanlands runinskrifter 96
Runinskrift Sö 96 är en runsten som nu står utanför Jäders kyrka i Jäders socken och Eskilstuna kommun, Österrekarne härad i Södermanland.

## Stenen
Stenen har tidigare legat infogad vid sakristians dörr innan den 1863 plockades loss och placerades på vänstra sidan om kyrkogårdens grind, på högra sidan restes tre år senare Sö 97. 
Stenen är skadad varmed vissa partier av ristningen har gått förlorade. Den ornamentik som återstår visar upp en runorm sedd i fågelperspektiv och stenen budskap har en liknande formulering som en Ingvarssten. Man kan därför anta att även denna minnestext ursprungligen har slutat "med Ingvar". Den från runor översatta inskriften följer nedan: 

## Inskriften
Runor:
… … -ᛏᛅᛁᚾ ᛬ ᚦᛅᚾᛋᛁ ᛬ ᛅᛏ ᛬ ᛒᛂᚴᛚᛁ ᛬ ᚠᛅᚦᚢᚱ ᛬ ᛋᛁᛁ ᛬᛬ ᛒᚢᛅᚾᛏᛅ ᛬᛬ ᛋᛁᚠᚢᛦ ᛬᛬ ᚼᛅᚾ ᛬ ᚢᛅᛦ ᛬ ᚠᛅ… …
Translitterering av runraden:
... ... -(t)ain : þansi : at : begli : faþur : sii :: buanta :: sifuʀ :: han : uaʀ : fa... ...
Normalisering till runsvenska:
... ... [s]tæin þannsi at Bægli, faður sinn, boanda Sæfuʀ. Hann vaʀ fa[rinn](?) ...
Översättning till nusvenska:
... denna sten efter Bägler, sin fader, make till Säva. Han var faren (med  Ingvar) ...